# I ♥ ME
『I ♥ ME』（アイ・ラブ・ミー）は、斉藤和義通算12枚目のスタジオ・アルバム。2007年10月17日発売。発売元はSPEEDSTAR RECORDS。規格品番：VICL-62600（DVD付初回盤はVIZL-260）。2009年9月16日にSHM-CDにて限定発売された。規格品番：VICL-70021。

## 解説
歌手デビュー15周年記念作品となる作品。先行シングル「虹」（2007年9月5日発売）が収録されている。
収録曲のうち、「愛に来て」はUHA味覚糖“e-ma のど飴”のCMソングに起用され、斉藤自身もCMに出演した。また、のちに「かすみ草」がUNIQLO・フリースのCMソングとなった。
「バカにすんなよ！」は歌詞中に、当時の前内閣総理大臣の政治思想である「美しい国」や音楽の違法ダウンロードを意味するくだりが登場するなど、社会風刺を交えたシニカル調になっている。
初回生産盤のみ、ミュージック・ビデオが収録されたDVD付で発売された。また、リリース当時のプレス分にはCDパッケージ内に「斉藤和義 LIVE TOUR 2008 〜I ♥ ME〜」のチケット先行予約要項が掲載されたフライヤーが封入されている。
13枚目のオリジナル・アルバム『月が昇れば』と同時発売で、過去のライブ・アルバム4作品と企画アルバム『紅盤』、本アルバム『I ♥ ME』がデジパック且つ特殊なCDプレーヤーでなくても高音質再生が可能とされるスーパー・ハイ・マテリアルCD仕様で限定発売された。ライブ盤は個別発売のほか、CD-BOX『LIVE ALBUM SPECIAL BOX』（VIZL-340）にも収められている。

## 収録曲
| 全作詞・作曲・編曲: 斉藤和義。 |                          |          |            |      |
| #                              | タイトル                 | 作詞     | 作曲・編曲 | 時間 |
| 1.                             | 「I Love Me」            | 斉藤和義 | 斉藤和義   | 3:57 |
| 2.                             | 「どしゃぶりジョナサン」 | 斉藤和義 | 斉藤和義   | 2:59 |
| 3.                             | 「愛に来て」             | 斉藤和義 | 斉藤和義   | 4:01 |
| 4.                             | 「あぁ半年」             | 斉藤和義 | 斉藤和義   | 4:43 |
| 5.                             | 「男節」                 | 斉藤和義 | 斉藤和義   | 6:34 |
| 6.                             | 「新宿ララバイ」         | 斉藤和義 | 斉藤和義   | 5:06 |
| 7.                             | 「バカにすんなよ!」      | 斉藤和義 | 斉藤和義   | 3:13 |
| 8.                             | 「虹」                   | 斉藤和義 | 斉藤和義   | 4:35 |
| 9.                             | 「トレモロ」             | 斉藤和義 | 斉藤和義   | 5:30 |
| 10.                            | 「嫌いになれない」       | 斉藤和義 | 斉藤和義   | 3:13 |
| 11.                            | 「かすみ草」             | 斉藤和義 | 斉藤和義   | 5:35 |
| 12.                            | 「Swing」                | 斉藤和義 | 斉藤和義   | 3:16 |
| 合計時間:                      | 合計時間:                | 52:42    |            |      |

| #   | タイトル                                        | 作詞 | 作曲・編曲 |
| --- | ----------------------------------------------- | ---- | ---------- |
| 1.  | 「真夜中のプール」                              |      |            |
| 2.  | 「約束の十二月」                                |      |            |
| 3.  | 「誰かの冬の歌」                                |      |            |
| 4.  | 「FLY〜愛の続きはボンジュール!〜」              |      |            |
| 5.  | 「ハミングバード」                              |      |            |
| 6.  | 「破れた傘にくちづけを」                        |      |            |
| 7.  | 「ウエディング・ソング」                        |      |            |
| 8.  | 「ベリー ベリー ストロング 〜アイネクライネ〜」 |      |            |
| 9.  | 「君は僕のなにを好きになったんだろう」          |      |            |
| 10. | 「虹（ロングバージョン完全盤）」                |      |            |

## 関連作品
- I Love Me
おつかれさまの国 - ライヴ音源（Live at 品川ステラボール 2008.8.25）
斉藤“弾き語り”和義 ライブツアー2009≫2010 十二月 in 大阪城ホール 〜月が昇れば 弾き語る〜 - ライヴ音源
- 男節
斉藤“弾き語り”和義 ライブツアー2009≫2010 十二月 in 大阪城ホール 〜月が昇れば 弾き語る〜 - ライヴ音源
- バカにすんなよ！
斉藤“弾き語り”和義 ライブツアー2009≫2010 十二月 in 大阪城ホール 〜月が昇れば 弾き語る〜 - ライヴ音源
- 虹
斉藤“弾き語り”和義 ライブツアー2009≫2010 十二月 in 大阪城ホール 〜月が昇れば 弾き語る〜 - ライヴ音源
- かすみ草
斉藤“弾き語り”和義 ライブツアー2009≫2010 十二月 in 大阪城ホール 〜月が昇れば 弾き語る〜 - ライヴ音源